# 福库利尼亚
福库利尼亚是巴西圣卡塔琳娜州的一个市镇。总面积181.915平方公里，总人口21518人，人口密度118.3人/平方公里。